# Byron Bonilla
Byron Bonilla Martínez (Granada, Nicaragua, 30 de agosto de 1993), es un futbolista nicaragüense que juega como interior izquierdo en el Real Estelí de la Primera División de Nicaragua.

## Trayectoria
Byron Bonilla nació el 30 de agosto de 1993 en Granada, Nicaragua, pero se trasladó a Costa Rica junto a su madre desde los nueve años. De niño no había sido parte de una escuela de fútbol, sino que su interés en el deporte se dio a partir de los dieciséis.
Jugó en los clubes de la Liga Nacional de Fútbol Aficionado como San Pablo, San Rafael, Pocho’s F.C. y JK Sporting. Estuvo por un periodo de dos meses con Saprissa de Corazón de la Segunda División, dirigida en ese entonces por Vladimir Quesada, sin embargo debió abandonar el equipo debido a problemas de permanencia en el país.

### Sporting San José
A mediados de 2016 se le presentó la oportunidad de conformar el primer plantel del club nuevo Sporting San José, en la segunda categoría costarricense. Debutó el 1 de octubre en la goleada 0-5 sobre Coto Brus. En su temporada de inicio, marcó un total de ocho anotaciones. Se caracterizó por ser un jugador rápido, encarador y con precisión en los pases.
Para el periodo 2017-18, Bonilla heredó la dorsal «10» y fue uno de los líderes en la creación de jugadas en ofensiva de su conjunto. Uno de sus goles más relevantes se había dado en agosto de 2017 cuando ejecutó una extraordinaria «chilena» sobre Aserrí.
Demostró su calidad con trece tantos convertidos con diez asistencias y sus actuaciones le permitieron ganar el premio al mejor extranjero de la liga, así como de numerosas oportunidades en ser incluido en el once ideal de las jornadas. Su club llegó a la instancia de las semifinales en los torneos de Apertura y Clausura.

### Municipal Grecia
El 11 de enero de 2019, es presentado en el Municipal Grecia de la Primera División costarricense, equipo en el cual jugaría en condición de préstamo.

### Deportivo Saprissa
El 22 de mayo de 2019, el Deportivo Saprissa formaliza la contratación del jugador por dos años, quien llega como cedido por parte de Sporting San José.
El 26 de noviembre de 2019 se proclama campeón de Liga Concacaf, tras vencer en la final al Motagua de Honduras. El 29 de junio de 2020, Bonilla alcanzó su primer título nacional con Saprissa, luego de superar la serie final del Torneo de Clausura sobre Alajuelense. El jugador tuvo protagonismo casi al cierre de la competencia al ser el revulsivo de los cambios. El 6 de julio se anunció su salida del club.

### C. S. Cartaginés
El 7 de julio de 2020, se hace oficial su incorporación al Cartaginés por dos torneos cortos.

## Selección nacional
El 8 de diciembre de 2016, Bonilla fue convocado por el entrenador costarricense Henry Duarte a la Selección de Nicaragua, siendo una de las principales novedades en el llamado.
Su primera aparición no oficial se dio el 18 de diciembre, cuando enfrentó al equipo del Municipal Liberia de la Primera División de Costa Rica, presentándose la derrota por 1-0. Fue el futbolista más desequilibrante con acciones de peligro hacia el marco rival.
Hizo su debut como internacional absoluto el 30 de diciembre en el amistoso celebrado en el Estadio Nacional de Managua, midiéndose al combinado de Trinidad y Tobago. Byron ingresó de cambio al inicio del segundo tiempo por Daniel Cadena y el marcador terminó en derrota con cifras de 1-3.
El 4 de junio de 2019, fue incluido en la lista oficial de su selección que disputó la fase de grupos de la Copa de Oro de la Concacaf.
Bonilla convirtió sus primeros dos goles representando a Nicaragua el 14 de octubre de 2019, por la jornada de Liga de Naciones frente a Dominica cuyo partido terminó en victoria por 0-4.

### Goles internacionales
| Gol | Fecha                 | Sede                           | Oponente | Marcador | Resultado | Competencia              |
| --- | --------------------- | ------------------------------ | -------- | -------- | --------- | ------------------------ |
| 1.  | 14 de octubre de 2019 | Windsor Park, Roseau, Dominica | Dominica | 0-2      | 0-4       | Liga de Naciones 2019-20 |
| 2.  | 14 de octubre de 2019 | Windsor Park, Roseau, Dominica | Dominica | 0-3      | 0-4       | Liga de Naciones 2019-20 |

## Clubes
| Club                          | País       | Año               |
| ----------------------------- | ---------- | ----------------- |
| Sporting San José             | Costa Rica | 2016 - 2018       |
| Municipal Grecia (Préstamo)   | Costa Rica | 2019              |
| Deportivo Saprissa (Préstamo) | Costa Rica | 2019 - 2020       |
| C. S. Cartaginés              | Costa Rica | 2020 - 2022       |
| Real Estelí                   | Nicaragua  | 2022 - Actualidad |

## Palmarés

### Títulos nacionales
| Título                         | Club               | País       | Año  |
| ------------------------------ | ------------------ | ---------- | ---- |
| Primera División de Costa Rica | Deportivo Saprissa | Costa Rica | 2020 |
| Primera División de Costa Rica | C.S Cartaginés     | Costa Rica | 2022 |
| Primera División de Nicaragua  | Real Estelí        | Nicaragua  | 2022 |
| Primera División de Nicaragua  | Real Estelí        | Nicaragua  | 2023 |

### Títulos internacionales
| Título        | Club               | País     | Año  |
| ------------- | ------------------ | -------- | ---- |
| Liga Concacaf | Deportivo Saprissa | Honduras | 2019 |

### Distinciones individuales
| Distinción | Año  |
| --- | ---- |
| Equipo ideal de la jornada en el Apertura 2017 Jornadas 4, 5, 6, 11, 18, cuartos de final vuelta, semifinal vuelta.  | 2017 |
| Figura de la jornada 4 en el Apertura 2017                                                                           | 2017 |
| Equipo ideal de la jornada en el Clausura 2018 Jornadas 9, cuartos de final vuelta, semifinal ida, semifinal vuelta. | 2018 |
| Once ideal de la temporada 2017-18 de Liga de Ascenso                                                                | 2018 |
| Extranjero de la temporada 2017-18 de Liga de Ascenso                                                                | 2018 |
| Mejor jugador del partido Real Estelí vs América en la Copa de Campeones de la Concacaf                              | 2024 |